# Esteve Fradera
Esteve Fradera Serrat, né le 7 mai 1963 à Santa Coloma de Farners (province de Gérone, Espagne), est un footballeur espagnol des années 1980 et 1990 qui jouait au poste de défenseur. Il s'est ensuite reconverti en entraîneur.

## Biographie
Esteve Fradera rejoint à l'âge de 16 ans La Masia, le centre de formation du FC Barcelone. Il fait partie, comme Ángel Pedraza, des tout premiers joueurs formés à La Masia.
Fradera joue plusieurs saisons en deuxième division avec le FC Barcelone B (1981-1985). 
Il débute en première division lors de la saison 1985-1986. Il joue six matchs. Il participe en 1986 à la demi-finale historique de Coupe d'Europe face à l'IFK Göteborg qui voit le Barça remonter un handicap de trois buts et se qualifier pour la finale contre le Steaua Bucarest.
Lors de la saison suivante, il rejoint définitivement l'équipe première du Barça mais ne joue que 11 matchs.
En été 1987, il rejoint le CE Sabadell où il joue davantage. Il dispute 30 matchs et marque son premier but en première division. Mais Sabadell descend en deuxième division. Il joue encore une saison avec Sabadell.
En été 1989, il signe au RCD Majorque qui joue en D1. Bien vite il devient un des piliers de la défense de Majorque. Il est élu Meilleur défenseur central de D1 par la revue Don Balón.
En 1991, Majorque est finaliste de la Coupe d'Espagne pour la première fois de son histoire. Mais un an après l'équipe descend en deuxième division.
Fradera joue pendant quatre saisons à Majorque (plus de 140 matchs joués et 5 buts marqués).
Il rejoint l'Albacete Balompié en 1993 où il est titulaire indiscutable pendant deux saisons en première division. En 1995, l'entraîneur Benito Floro se passe de ses services et Fradera retourne à Majorque.
En novembre 1995, il se brise le talon d'Achille et après une année d'indisponibilité, il décide de mettre un terme à sa carrière de joueur.
Il devient entraîneur des juniors du Vilobí CF, mais il doit abandonner cette activité car elle est incompatible avec son travail.

## Palmarès
Avec le RCD Majorque :
- Finaliste de la Coupe d'Espagne en 1991